# Gajah Mada
Gajah Mada (được dịch là Tướng Voi) (mất khoảng năm 1364), theo các văn bản bản viết tay tiếng Java cũ cũng như thi ca và chuyện thần thoại, là một lãnh đạo mạnh quân sự và mahapatih của Đế quốc Majapahit, được sử sách ghi nhận là có công trong việc đưa đế chế để đỉnh điểm của vinh quang. Ông đưa ra một lời tuyên thệ được gọi là Sumpah Palapa, trong đó ông tuyên bố sẽ không ăn bất kỳ thực phẩm có gia vị cho đến khi ông đã chinh phục tất cả các quần đảo Đông Nam Á Nusantara về cho Majapahit. Tại Indonesia ngày nay, ông được xem là một anh hùng quốc gia quan trọng và là một biểu tượng của lòng yêu nước.